# Пыленков, Даниил Александрович
Дании́л Алекса́ндрович Пыленко́в (род. 26 сентября 2000, Егорьевск, Московская область) — российский хоккеист, защитник московского «Динамо».

## Биография
Воспитанник воскресенского «Химика» (2009—2013). В 2013—2014 годах играл в открытом чемпионате Москвы среди юношей за «Динамо». С 2015 года — в системе подольского «Витязя». В сезонах 2017/18 — 2018/19 играл в МХЛ за клуб «Русские витязи» Чехов. 2 сентября 2019 года дебютировал в КХЛ за «Витязь» в гостевом матче против «Трактора» (4:2). С 2021 по 2022 года игрок СКА. 14 ноября 2022 года вместе с Александром Самоновым был обменян в «Северсталь» на Владислава Подъяпольского. 1 мая 2023 года был обменян в московское «Динамо» на Александра Скоренова, Эмиля Пьянова и денежную компенсацию.
Серебряный призёр молодёжного чемпионата мира 2020.
Игрок сборной России.